# Wilcze Gardło (województwo kujawsko-pomorskie)
Wilcze Gardło – (niem. Wolfsgarten) osada leśna w Polsce położona w województwie kujawsko-pomorskim, w powiecie bydgoskim, w gminie Koronowo.
W latach 1975–1998 miejscowość administracyjnie należała do województwa bydgoskiego.

## Demografia
Według danych Urzędu Gminy Koronowo (XII 2015 r.) osada liczyła 17 mieszkańców.